# یوگنی سادویی
یِوگِنی سادویی (به روسی: Евгений Садовый - Yevgeny Sadovyi) ورزشکار مرد رشتهٔ شنا اهل کشور روسیه است. وی در بین سال‌های ‎۱۹۹۲ میلادی در مسابقات بازی‌های المپیک تابستانی در مجموع ۳ مدال طلا را کسب کرد.